# Borinage

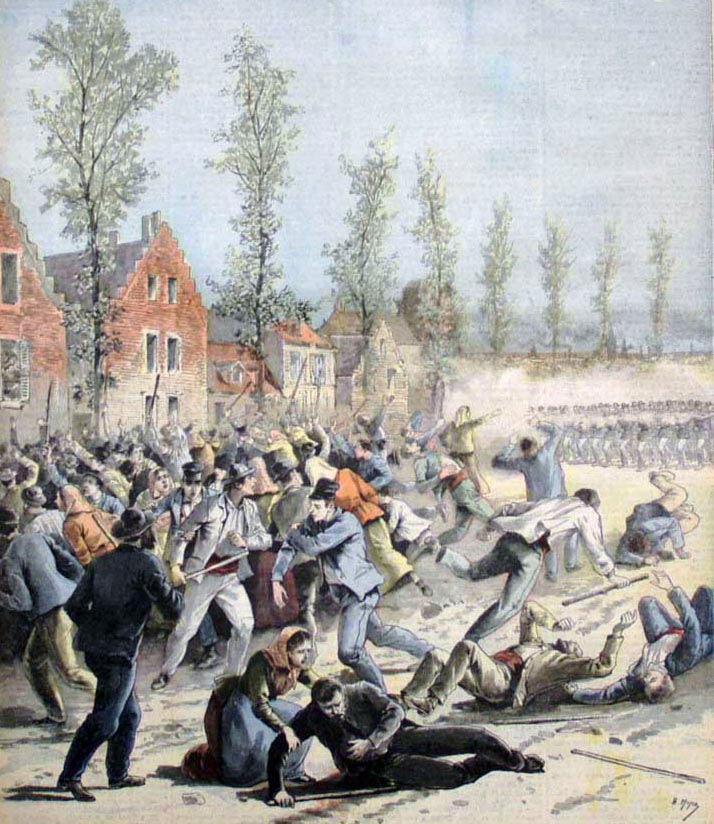
Borains (de Jemappes) mort per la Guàrdia Cívica de Mons el 17 d'abril de 1893 (Le Petit Journal maig de 1893)

El Borinage és una zona de la província valona d'Hainaut a Bèlgica. La capital de la província és Mons que es troba a l'est del Borinage. En francès, els seus habitants s'anomenen Borains, però hi ha una gran diferència sociològica entre Mons i els Borains de totes les poblacions al voltant de Mons.
Charles White va escriure, quan va descriure la revolució belga, "Els Borains, com els esperits foscos del melodrama, van sortir de les seves mines i atropelladament van empènyer cap a la capital", però ell utilitzava aquest nom per a tots els habitants de la província d'Hainaut, la qual cosa és un error.

## Alça i caiguda del carbó
"Des del segle xviii fins a 1850, l'economia de 30 municipis del Borinage estava fonamentada en la mineria del carbó. Entre 1822 i 1829, la producció de carbó en aquesta regió es va més que doblar i va passar de 602.000 a 1.260,000 tones i això representava més que la producció total de carbó de França i Alemanya en aquella època. El Borinage exportava el seu carbó principalment a França i
El 1957, hi havia més de 64.800 amb un lloc de treball al Borinage, 23.000 treballaven a la indústria del carbó i relativament poques en el sector dels serveis.
A la dècada de 1960, a causa del final de la mineria del carbó,, Ladrière, Meynaud i Perin van deixar per escrit que el Borinage havia mort en el sentit ideològic i econòmic.

## Vagues generals a Bèlgica

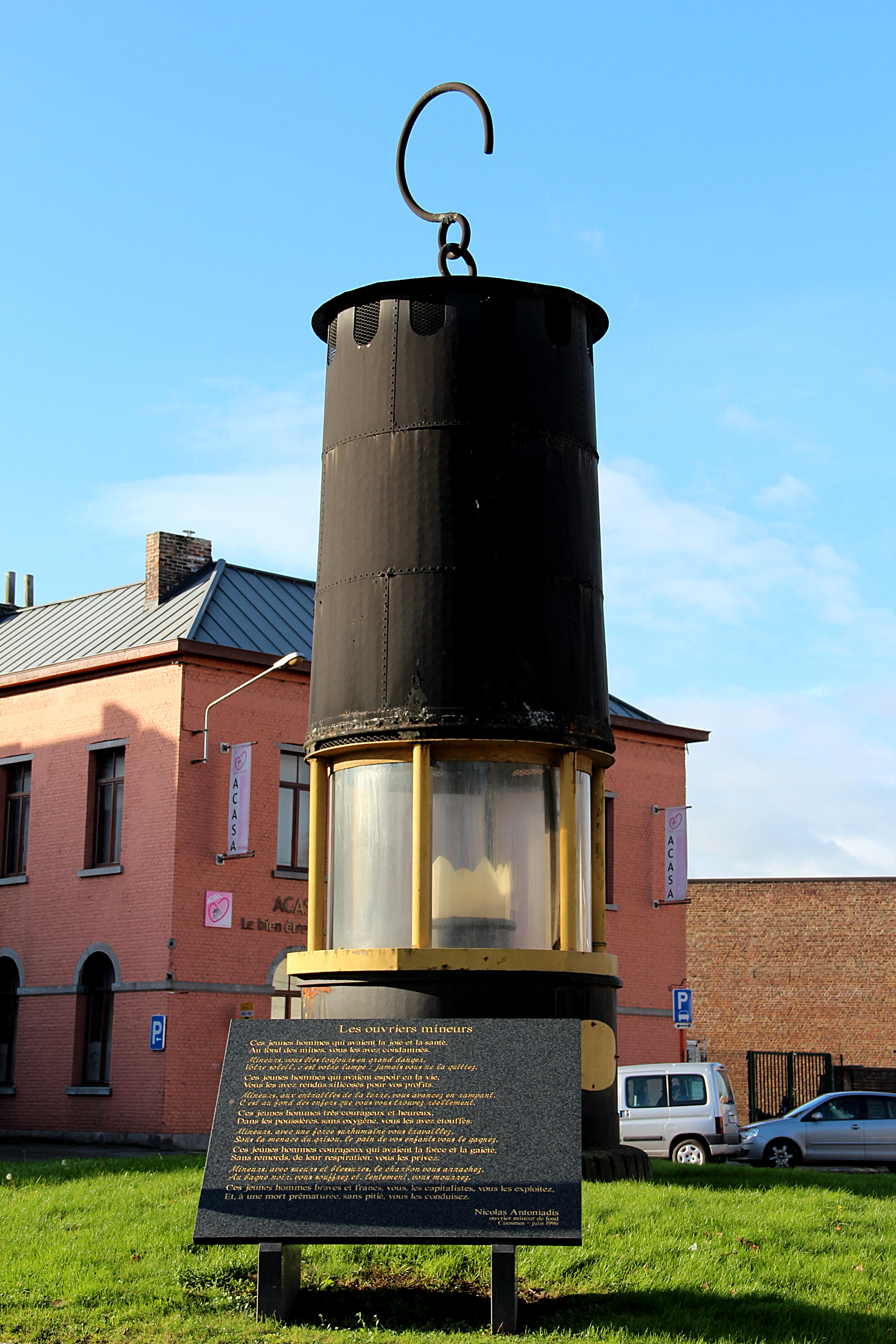
Aquesta làmpada minera Davy actualment es troba a la plaça de Cuesmes

El pintor Vincent van Gogh va passar diversos anys vivint al Borinage (1878–1880). Primer va predicar i viure entre els miners, després va tenir una depressió i va decidir esdevenir un artista. La seva primera obra mestra Els menjadors de patates (pintura a l'oli, 1885), que representa pagesos holandesos, està indirectament inspirada per les males condicions dels miners al Borinage però no va ser pintada allà.
El pintor Henry Luyten residí al Borinage entre 1886 i 1887. Va ser testimoni de la vaga general i la seva supressió sagnant. En resposta, ell va pintar el tríptic "La Vaga" en el qual va treballar fins a 1893.
Aquesta regió va ser emblemàtica de tota la vall industrial (Sillon industriel) de Valònia i de les Vagues generals de Bèlgica que sovint sorgien del Borinage. Per exemple, la Vaga general de Bèlgica de 1893 va ser iniciada pels Borains segons Marcel Liebman.

## Misère au Borinage

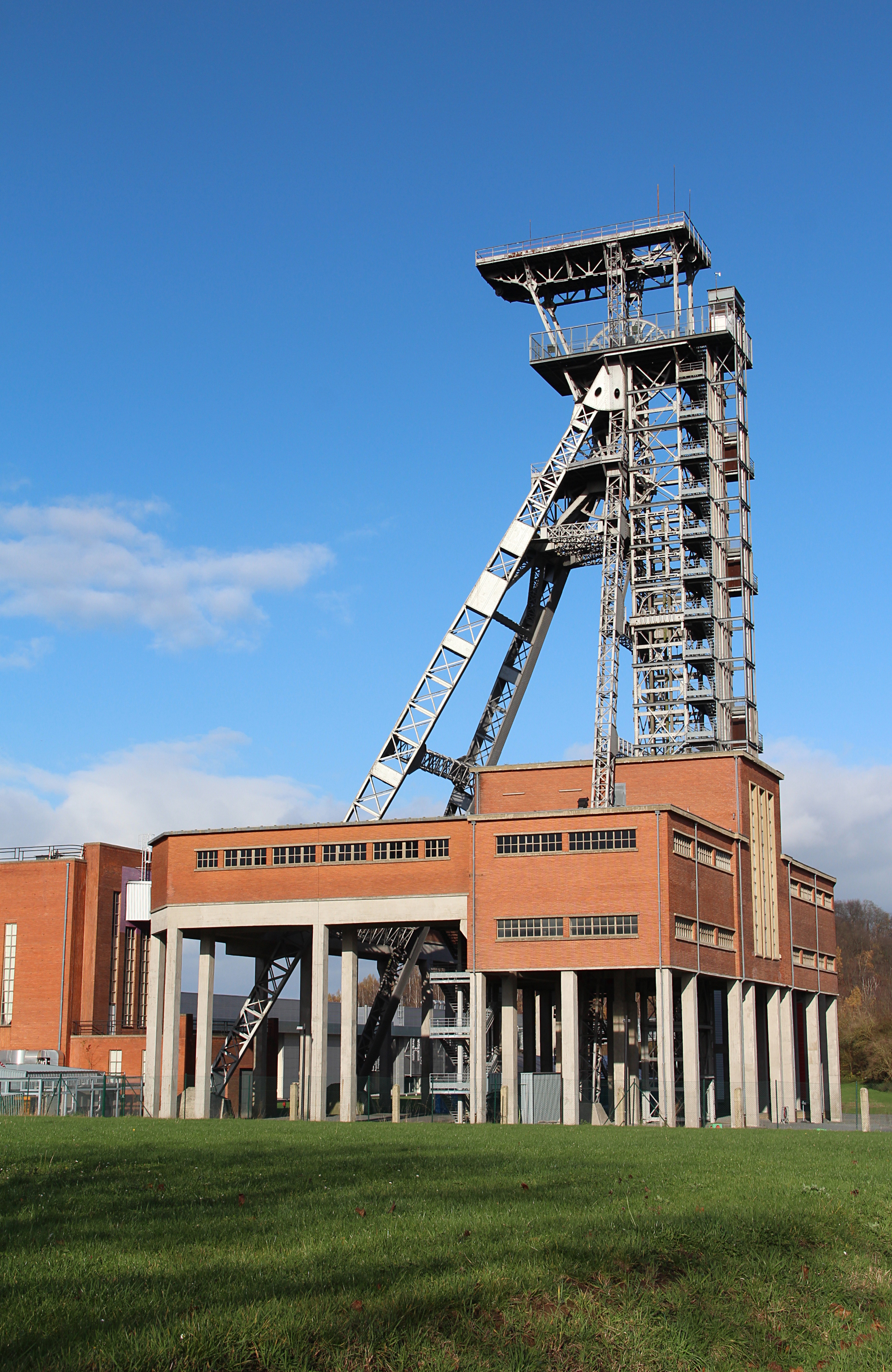
Frameries (després de la remnovació)

Les condicions de vida del miners es van mostrar a la famosa pel·lícula documental Misère au Borinage (1933) feta per Henri Storck i Joris Ivens.
A aquest film apareix una processó popular amb un retrat de Karl Marx i davant les condicions de pobresa dels miners es critica que es dediquin gran quantitats de diners a bastir una església...

## El present-al Borinage
Des del tancament de les mines de carbó a la dècada de 1960, el Borinage va patir la taxa d'atur més gran de Bèlgica.
Google té el centre de dades (‘’datacenter’’) més gran d'Europa a Saint-Ghislain.
El complex miner de Grand Hornu conté actualment el museu d'art contemporani més important de Valònia.
A les Frameries hi ha un parc de l'Aventura Científica al voltant del pou miner de Crachet.